# Tiếng Mạ
Tiếng Mạ (Châu Mạ, Chê Mạ, Chô Mạ, Mạ Krung, Mạ Ngăn, Mạ Tô, Mạ Xốp) là ngôn ngữ của người Mạ tại Việt Nam, được nói bởi 33.300 người (Điều tra dân số năm 1999) tại các tỉnh Lâm Đồng và Đồng Nai.
Tiếng Mạ (đôi khi được coi là phương ngữ của tiếng Cơ Ho) được xếp cùng với tiếng Cơ Ho thuộc nhóm ngôn ngữ Bahnar Nam.